# Medelpad
Medelpad is een zogenoemd landschap in het Noord-Zweedse landsdeel Norrland. Medelpad heeft een oppervlakte van 7058 km² en grenst in het zuiden aan Hälsingland, in het westen aan Härjedalen, in het noordwesten aan Jämtland en in het noorden aan Ångermanland. Samen met Ångermanland vormt Medelpad de provincie Västernorrlands län.
De belangrijkste stad is Sundsvall, waar de rivieren Ljungan en Indalsälven samenkomen. Deze stad was door deze rivieren historisch belangrijk voor de handel in houtpulp voor de Europese papierindustrie.
Ångermanland · Blekinge · Bohuslän · Dalarna · Dalsland · Gästrikland · Gotland · Halland · Hälsingland · Härjedalen · Jämtland · Lapland · Medelpad · Närke · Norrbotten · Öland · Östergötland · Skåne · Småland · Södermanland · Uppland · Värmland · Västerbotten · Västergötland · Västmanland
- Bibliothèque nationale de France: cb11997523f (data)
- Library of Congress Control Number: sh85082828
- Nationale Bibliotheek van Israël: 987007560501705171